# 555 v. Chr.
Portal Geschichte | Portal Biografien | Aktuelle Ereignisse | Jahreskalender | Tagesartikel

◄ |
7. Jahrhundert v. Chr. |
6. Jahrhundert v. Chr. |
5. Jahrhundert v. Chr. |
►

◄ | 570er v. Chr. | 560er v. Chr. | 550er v. Chr. | 540er v. Chr. |
530er v. Chr. |
►

◄◄ | ◄ | 558 v. Chr. | 557 v. Chr. | 556 v. Chr. | 555 v. Chr. |
554 v. Chr. |
553 v. Chr. |
552 v. Chr. |
► |
►►

## Ereignisse

### Politik und Weltgeschehen
- Das erste Regierungsjahr des babylonischen Königs Nabonid beginnt am 1. Nisannu 555 v. Chr.
- 555/550 v. Chr.: Battos III. wird als Nachfolger seines Vaters Arkesilaos II. König von Kyrene.

### Wissenschaft und Technik
- Im babylonischen Kalender fällt das babylonische Neujahr des 1. Nisannu auf den 24.–25. März[1], der Vollmond im Nisannu auf den 7.–8. April[1] und der 1. Tašritu auf den 17.–18. September[1].[2]

## Geboren
- um 555 v. Chr.: Milon, griechischer Olympionike und Feldherr aus Kroton († nach 510 v. Chr.)

## Gestorben
- 555/550 v. Chr.: Arkesilaos II., König von Kyrene